# Rivière Kogaluc
Pour les articles homonymes, voir Kogaluc.
La rivière Kogaluc est affluent du littoral Est de la baie d'Hudson. Ce cours d'eau coule dans le territoire non-organisé de la Baie-d'Hudson, dans la péninsule d'Ungava, dans la région administrative du Nord-du-Québec, au Québec, au Canada.

## Géographie
Les bassins versants voisins de la rivière Kogaluc sont :
- côté nord : rivière de Puvirnituq, lac Payne ;
- côté est : lac la Chevrotière, lac Rochefort, lac Maguire ;
- côté sud : rivière Polemond, rivière Koktac, rivière Innuksuac, rivière aux Feuilles, lac Chavigny ;
- côté ouest : baie d'Hudson.

La rivière Kogaluc prend sa source d'un lac sans nom (altitude : 213 m) d'une forme complexe. Son embouchure est situé au nord-ouest.
À partir du lac de tête, la rivière Kogaluc coule vers le nord-ouest au Nunavik en traversant une série de lacs notamment les lacs Tassiat, Mangnuc et Neakunguac. La rivière se déverse au fond de la baie Kogaluc, un appendice de la baie d'Hudson.

## Toponymie
Le toponyme rivière Kogaluc a été officialisé le 5 décembre 1968 à la Commission de toponymie du Québec.